# Palafrener

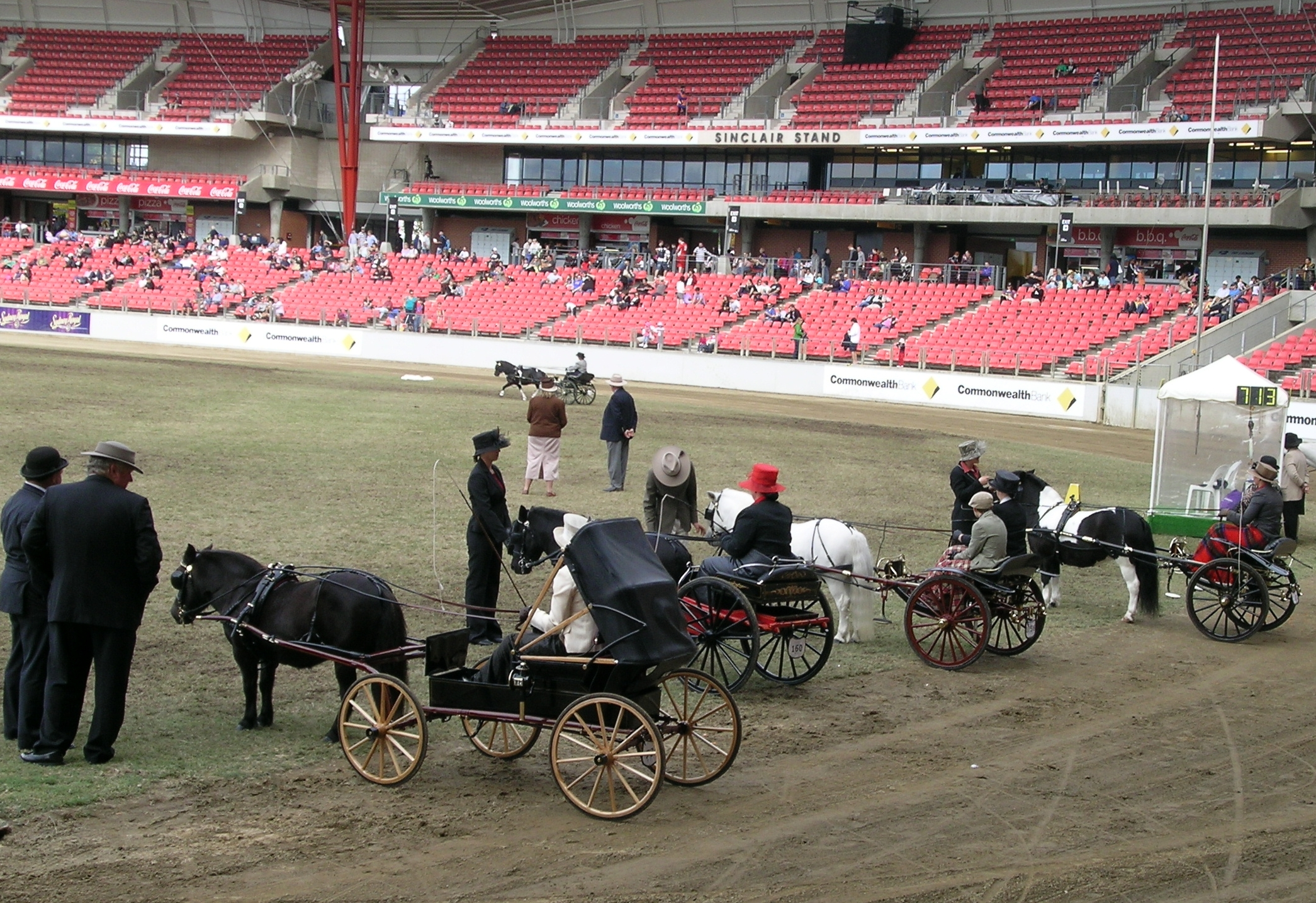
Poses Shetland amb els seus conductors i formalment vestits com a palafreners en un esdeveniment.

Un palafrener era, antigament, el criat que portava el cavall agafat del fre. La paraula prové de « palafrè », el cavall que sol muntar el criat quan acompanyava el seu amo a cavall.
Actualment, els palafreners poden ser joves que atenen cavalls ja sigui en residències privades o en llocs d'entrenament de cavalls, com estables, propietats de pasturatge i acadèmies eqüestres. Les labors bàsiques del palafrener són mantenir net els estables, alimentar, exercitar i netejar els cavalls amb rasqueta.
- Palafrener major. Es deia així, a les cavallerisses reials, al picador, cap de la cavallerissa regalada, que subjectava el cap del cavall quan muntava el rei.